# Berndt Sörenson
Berndt Edvard Sörenson, född 31 mars 1886 i Caroli församling i Malmö, död 9 april 1959 i Stockholm, var en svensk baptistpastor, målare, tecknare och författare. 
Han var son till stenhuggeriarbetaren Per Sörenson och Johanna Berndtsdotter och gift med Esther Kristina Borgström samt far till baptistpastorn och riksdagsmannen Joel Sörenson.
Berndt Sörenson är begravd på Norra begravningsplatsen utanför Stockholm.

## Kyrkligt engagemang
Sörenson studerade vid Betelseminariet i Stockholm 1908–1912. Han var pastor i Eskilstuna, Mora, Köping och i Kungsholms baptistkyrka i Stockholm. Sörenson var även verksam inom olika delar av Svenska Baptistsamfundet.
Han skrev ett antal böcker, huvudsakligen i andliga frågor och utgav 1938 barnboken Kalle Klåfinger. Äventyr berättade och tecknade som han själv illustrerade samt ett flertal religiösa skrifter och församlingshistoriker bland annat var han redaktör för Kungsholms baptistförsamling 40 år 1885–1925.

## Konstnärligt engagemang
Efter sin pensionering ägnade han sig på heltid med landskapsmåleri i Leon Fagercrantz stil samt åt religiöst måleri. Ett 30-tal av hans målningar har fått plats som altartavlor i frikyrkliga lokaler på olika håll i Sverige. Tidigare fanns målningar i nuvarande Söderhöjdskyrkan i Stockholm, liksom en fondmålning i den ursprungliga Minneskyrkan i Vallersvik i Halland. Fondmålningen i Ebenezerkyrkan i Malmö utfördes 1929 i samband med renovering av kyrkan. Alltjämt finns en fondmålning i Elimkyrkan i Stockholm, samt en målning av Sörenson i Strandgården i Vallersvik. I Uppsala Baptistförsamlings ägo finns två fondmålningar uppsatta i församlingsvåningen varav en från Baptistkapellet i Almunge. Separat ställde han ut på Fleminggatan 20 i Stockholm 1948 och han medverkade i samlingsutställningar med olika konstföreningar på orter där han var verksam. Därtill målade Sörenson tavlor med exempelvis naturscenerier, samt stilleben.